# Berry Global
Berry Global est une entreprise américaine de plasturgie spécialisée notamment dans les films d'emballages basée dans l'Indiana.

## Histoire
En juin 2006, Apollo Global Management et Graham Partners acquierent Berry Plastics Corporation, un fabricant de conteneurs en plastique pour $2,25 milliards à Goldman Sachs Capital Partners (en) et JP Morgan Partners (en)
En juillet 2015, Berry Plastics acquiert pour 2,45 milliards de dollars Avintiv, détenue par Blackstone et spécialisée dans les produits d'hygiène.
En août 2016, Berry Plastics annonce l'acquisition d'AEP Industries, également une entreprise américaine spécialisée dans le plastique, pour 765 millions de dollars. 
En 2017, Berry Plastics Group a changé de nom pour Berry Global, Inc.
En 2019, Berry Global, Inc. acquiert RPC Group pour devenir le leader mondial.